# Чиктовага (Нью-Йорк)
Чиктовага (англ. Cheektowaga) ― город в округе Эри, штат Нью-Йорк, США. По данным переписи населения 2020 года, оно выросло до 89 877 человек. Город расположен в северо-центральной части округа и является внутренним кольцевым пригородом Буффало. Город является вторым по величине пригородом Буффало после города Амхерст.
В городе Чиктовага находится деревня Слоун и половина деревни Депью. Остальная часть, за пределами деревень, является местом, предназначенным для переписи населения, также называемым Чиктовага. В городе находится международный аэропорт Буффало-Ниагара, главный аэропорт округа Эри.
Здесь расположены Колледж Вилла Мария, Эмпайр-Стейт-колледж и галерея Уолдена.
В Чиктоваге проживает большая польско-американская община, большая часть которой переехала из Ист-Сайда Буффало, около 39,9% населения имеет польское происхождение.